# Клебан Ігор Йосипович
Ігор Йосипович Клебан (нар. 9 грудня 1973, Богородчани, Івано-Франківська область, Українська РСР, СРСР) — український футболіст, захисник. Відомий за виступами у складі низки українських команд різних ліг та у складі команди найвищого дивізіону Молдови «Агро» (Кишинів).

## Клубна кар'єра
Ігор Клебан розпочав виступи у професійному футболі в 1991 році в команді другої нижчої ліги «Прикарпаття» з Івано-Франківська. У 1992 році Клебан на початку року грав у складі команди першої української ліги «Таврія» з Херсона, а в другій половині року грав у складі аматорської команди «Хутровик» з Тисмениці. У 1994 році футболіст перейшов до команди перехідної ліги ЦСК ЗСУ з Києва, яку пізніше перейменували в ЦСКА. На початку сезону 1995—1996 років ЦСКА розпочав грати в другій українській лізі, проте за кілька турів після початку чемпіонату Клебан перейшов до складу іншої команди другої ліги «Хутровик» з Тисмениці, в якій він нещодавно грав у аматорських змаганнях. Після закінчення сезону 1995—1996 років Ігор Клебан став гравцем команди найвищого дивізіону Молдови «Агро» (Кишинів), у складі якої зіграв 16 матчів. У 1997 році футболіст повернувся до складу тисменицької команди та грав у її складі до кінця 1997 року, після чого закінчив виступи в професійних клубах. З 1997 року Клебан грав у складі низки аматорських команд Івано-Франківської області, зокрема «Газовик» (Богородчани) та «Оскар» (Підгір'я). У 2014 році Ігор Клебан очолив клуб «Оскар», утім у 2017 році клуб розформували через відсутність фінансування.